# Angelo Ruta
Angelo Ruta (* 1967 in Ragusa) ist ein italienischer Karikaturist und Illustrator, Autor und Regisseur.

## Leben
Ruta diplomierte als Szenograf an der Accademia di Belle Arti di Brera, nachdem er als Zeichner Grundlagen an der „Tecnica Cinetelevisiva“ gelegt hatte und den Meisterkurs für Illustration und Karikatur des Castello Sforzesco besucht hatte. Dann arbeitete er für diverse Zeitschriften (Il Corriere della Sera, Il Sole 24 Ore, Panorama, Il Mondo, Leggere, Riza psicosomatica, La Gazzetta dello Sport) und Verlage (Usborne, Lion Hudson, Mondadori, Einaudi, Giunti, E. Elle, Zanichelli), für die er über kulturelle, tagesaktuelle und psychologische Themen zeichnete. Häufig und gerne schuf er auch Illustrationen für Kinder.
1992 stellte Ruta bei der Mostra Internazionale degli Illustratori in Bologna aus; es folgten zahlreiche ähnliche Projekte in Japan und seinem Heimatland Italien.
Für das Kino debütierte er 1993 als Ko-Regisseur des mittellangen Epitaffio, dem drei Jahre später der beim „Festival Cinema Giovani“ in Turin gezeigte (und mehrfach prämierte) kurze Gli occhi aperti folgte. 1999 erschien dann der abendfüllende Animationsfilm Animali felici über das Leben in einem chaotischen Mailand. 2001 inszenierte Ruta am Theater die selbstgeschriebenen Stücke Il mio posto è in un campo di grano e In pietra mutata ogni voce. 2006 und 2007 probierte er sich am Tanztheater aus, als er für Maria Carpaneto zwei Stücke, davon eines nach Briefen von Dino Campana und Sibilla Aleramo, schrieb und inszenierte. 2008 überwachte er die Inszenierung von Il poeta volante mit Pietro Pignatelli in der Hauptrolle. Später folgte das erneut eigene Stück Vincent, wieder mit Pignatelli.
2003 wurde Ruta mit dem Literatur- und Kinopreis Premio Solinas ausgezeichnet.